# Perša Liha 2016-2017
La Perša Liha 2016-2017 è stata la 26ª edizione della seconda serie del campionato ucraino di calcio. La stagione è iniziata il 16 luglio 2016 ed è terminata il 2 giugno 2017.

## Stagione

### Novità
Al termine della passata stagione, è salito in Prem"jer-liha lo Zirka. Sono retrocesse in Druha Liha Ternopil' e Nyva Ternopil'. Sono salite dalla Druha Liha Kolos Kovalivka, Veres Rivne, Inhulec', Bukovyna Černivci, Skala Stryj e Arsenal Kiev.
Dalla Prem"jer-liha 2015-2016 sono retrocesse Hoverla e Metalurh Zaporižžja, che tuttavia non si sono iscritte al campionato.
Dinamo-2 Kiev e Hirnyk Kryvyj Rih non si sono iscritte al campionato. Il Ternopil' è stato ripescato a seguito della decisione, da parte della Federcalcio ucraina, di aumentare il numero di squadre partecipanti da sedici a diciotto.

### Formula
Le diciotto squadre si affrontano due volte, per un totale di trentaquattro giornate. La prime due classificate vengono promosse Prem"jer-liha.
Le ultime tre classificate retrocedono in Druha Liha. La quartultima, invece, disputa uno spareggio promozione-retrocessione con la quarta classificata della Druha Liha.

## Classifica finale
|  | Pos. | Squadra              | Pt | G  | V  | N  | P  | GF | GS | DR  |
|  | ---- | -------------------- | -- | -- | -- | -- | -- | -- | -- | --- |
|  | 1.   | Illičivec'           | 81 | 34 | 25 | 6  | 3  | 61 | 21 | +40 |
|  | 2.   | Desna Černihiv       | 74 | 34 | 22 | 8  | 4  | 55 | 23 | +32 |
|  | 3.   | Veres Rivne          | 67 | 34 | 20 | 7  | 7  | 62 | 32 | +30 |
|  | 4.   | Helios Charkiv       | 58 | 34 | 16 | 10 | 8  | 31 | 22 | +9  |
|  | 5.   | Kolos Kovalivka      | 57 | 34 | 16 | 9  | 9  | 52 | 34 | +14 |
|  | 6.   | Naftovyk-Ukrnafta    | 54 | 34 | 15 | 9  | 10 | 47 | 29 | +18 |
|  | 7.   | Avanhard Kramators'k | 52 | 34 | 14 | 10 | 10 | 32 | 28 | +4  |
|  | 8.   | Čerkas'kyj Dnipro    | 48 | 34 | 12 | 12 | 10 | 30 | 29 | +1  |
|  | 9.   | Obolon'-Brovar       | 45 | 34 | 12 | 9  | 13 | 37 | 37 | 0   |
|  | 10.  | Arsenal Kiev         | 45 | 34 | 12 | 9  | 13 | 38 | 39 | -1  |
|  | 11.  | Hirnyk-Sport         | 43 | 34 | 12 | 7  | 15 | 47 | 54 | -7  |
|  | 12.  | Poltava (-3)         | 40 | 34 | 13 | 4  | 17 | 33 | 43 | -10 |
|  | 13.  | Inhulec'             | 38 | 34 | 10 | 8  | 16 | 33 | 45 | -12 |
|  | 14.  | Mykolaïv             | 37 | 34 | 11 | 4  | 19 | 35 | 44 | -9  |
|  | 15.  | Sumy                 | 36 | 34 | 8  | 12 | 14 | 34 | 44 | -10 |
|  | 16.  | Bukovyna Černivci    | 33 | 34 | 8  | 9  | 17 | 27 | 40 | -13 |
|  | 17.  | Skala Stryj          | 20 | 34 | 5  | 5  | 24 | 25 | 58 | -33 |
|  | 18.  | Ternopil'            | 15 | 34 | 3  | 6  | 25 | 17 | 70 | -53 |

Legenda:
      Promossa in Prem'er-Liha 2017-2018
 Ammessa allo spareggio promozione-retrocessione
      Retrocessa in Druha Liha 2017-2018
Note:
Tre punti a vittoria, uno a pareggio, zero a sconfitta.

## Spareggio promozione-retrocessione
|               | Risultati |               | Luogo e data          |
| ------------- | --------- | ------------- | --------------------- |
| Sumy          | 2 - 0     | Balkany Zorja | Sumy, 6 giugno 2017   |
| Balkany Zorja | 1 - 1     | Sumy          | Zorja, 10 giugno 2017 |